# Weitensfeld (Gemeinde Liebenfels)
Weitensfeld ist eine Ortschaft in der Gemeinde Liebenfels im Bezirk Sankt Veit an der Glan in Kärnten (Österreich). Die Ortschaft hat 80 Einwohner (Stand 1. Jänner 2024). Sie liegt zur Gänze auf dem Gebiet der Katastralgemeinde Hardegg.

## Lage
Die Ortschaft liegt im äußersten Südwesten des Bezirks Sankt Veit an der Glan, südlich der Glan, südwestlich des Gemeindehauptorts Liebenfels. Der kleine Ortskern liegt inmitten der Ebene des Glantalbodens. Etwa 500 Meter südlich davon ist eine Häusergruppe – im Franziszeischen Kataster als Zedl bezeichnet – am Waldrand unterhalb von Hardegg, und etwa 1 Kilometer westlich sind ein paar Häuser (Grundnig, Christian, Kirschner) verstreut unmittelbar an der Bezirksgrenze, unweit der zur Gemeinde Glanegg im Bezirk Feldkirchen gehörenden Ortschaft Haidach.

## Geschichte
Der Ort wird 1570 als Weittensfeld urkundlich erwähnt.
In der ersten Hälfte des 19. Jahrhunderts gehörte der Ort als Teil der Steuergemeinde Hardegg zum Steuerbezirk Hardegg. Bei Gründung der Ortsgemeinden im Zuge der Reformen nach der Revolution 1848/49 kam Weitensfeld an die Gemeinde Hardegg. 1958 kam der Ort an die Gemeinde Liebenfels, die damals durch die Fusion der Gemeinden Liemberg, Hardegg und Pulst entstand.

## Bevölkerungsentwicklung
Für die Ortschaft ermittelte man folgende Einwohnerzahlen:
- 1869: 10 Häuser, 54 Einwohner[4]
- 1880: 10 Häuser, 66 Einwohner[5]
- 1890: 10 Häuser, 49 Einwohner[6]
- 1900: 10 Häuser, 65 Einwohner[7]
- 1910: 10 Häuser, 53 Einwohner[8]
- 1923: 9 Häuser, 53 Einwohner[9]
- 1934: 51 Einwohner[10]
- 1961: 10 Häuser, 63 Einwohner[11]
- 2001: 15 Gebäude (davon 11 mit Hauptwohnsitz) mit 16 Wohnungen; 74 Einwohner und 6 Nebenwohnsitzfälle; 14 Haushalte; 1 Arbeitsstätte, 9 land- und forstwirtschaftliche Betriebe[12]
- 2011: 14 Gebäude, 71 Einwohner, 15 Haushalte, 3 Arbeitsstätten[13]
- 2021: 15 Gebäude, 73 Einwohner, 16 Haushalte, 7 Arbeitsstätten[14]